# Miguel García (compositeur)
Répertoire
Luigi Boccherini, Miguel García
Miguel García (ou Padre Basilio ; fl.  1760-1800) est un guitariste, organiste, pédagogue et compositeur espagnol.

## Biographie
Miguel García, ou Padre Basilio comme moine de l’ordre cistercien du Convento de San Basilio, était le guitariste espagnol le plus célèbre de son temps. Il était aussi organiste à la chapelle de l'Escurial.
En 1760, il est un des premiers à jouer d'une guitare à six cordes alors que la guitare à cinq cordes était plus commune. Il est également un des premiers compositeurs pour guitare à écrire la musique pour guitare en notation musicale moderne.
Il a atteint une grande renommée à la fin du XVIIIe siècle en Espagne avec le fandango. Boccherini a écrit sur la partition de son Fandango pour cordes (op. 40, no. 2) "Quintettino imitando il fandango che suona sulla chitarra il Padre Basilio".
Il était le professeur de Dionisio Aguado.

## Relations personnelles et professionnelles
- Dionisio Aguado, élève.
- Luigi Boccherini, violoncelliste et compositeur.

## Œuvres
Toutes les œuvres connues de Miguel García sont pour guitare. D'après Carles Trepat, Miguel García aurait composé au moins trois sonates et quatre menuets.

### Liste des œuvres
- Minueto
- Sonata de Cesolfaut
- Sonata de Elami